# Naos (gwiazda)
Naos (Zeta Puppis, ζ Pup) – najjaśniejsza gwiazda w gwiazdozbiorze Rufy, odległa od Słońca o około 1100 lat świetlnych.

## Nazwa
Tradycyjna nazwa tej gwiazdy, Naos, wywodzi się od języka greckiego ναύς, „Okręt”, co wiąże się z faktem, że od starożytności była ona częścią historycznego gwiazdozbioru Okrętu Argo. Al Sufi określał tę gwiazdę arabską nazwą ‏سهيل هدار‎ Suhail Hadār. Międzynarodowa Unia Astronomiczna w 2016 roku formalnie zatwierdziła użycie nazwy Naos dla określenia tej gwiazdy.
W gwiazdozbiorze Rufy nie ma gwiazdy oznaczonej wcześniejszą literą alfabetu greckiego niż ζ, co wynika z dawnych oznaczeń gwiazd Okrętu Argo. Dopiero w XIX wieku ten olbrzymi gwiazdozbiór został podzielony na Rufę, Kil i Żagiel.

## Charakterystyka obserwacyjna
Obserwowana wielkość gwiazdowa Naosa to 2,21m, zaś jego wielkość absolutna to −5,39m. Jest jedną z najjaśniejszych gwiazd typu O widocznych na niebie.
Deklinacja tej gwiazdy to −40°, co znaczy, że można ją zobaczyć na południe od równoleżnika 50° N. Z południowych krańców Polski północna część Rufy jest widoczna nisko nad horyzontem, w miesiącach zimowych.

## Charakterystyka fizyczna

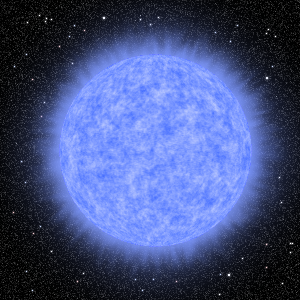
Naos – wizja artysty

Jest to błękitny nadolbrzym, należy do typu widmowego O4. Temperatura tej gwiazdy to około 42 000 K, w związku z czym gwiazda najjaśniej świeci w ultrafiolecie. Jej całkowita jasność jest 360 tysięcy razy większa niż jasność Słońca, a promień tej gwiazdy to 11 promieni Słońca. Masa Naosa jest około 40 razy większa od masy Słońca i gwiazda ta niemal na pewno zakończy życie jako supernowa.
Jest to gwiazda uciekająca, która porusza się przez przestrzeń kosmiczną z prędkością 58,7 km/s. Jej ruch własny pozwala prześledzić jej historię – około 2,5 miliona lat temu została ona wyrzucona z gromady otwartej Trumpler 10, położonej w sąsiednim gwiazdozbiorze Żagla, od której oddaliła się o około 400 lat świetlnych (8,5° na niebie). Postawiono także hipotezę, że Naos był niegdyś częścią układu podwójnego, którego masywniejszy składnik eksplodował wcześniej, odrzucając drugą gwiazdę i tworząc rozległą Mgławicę Guma.